# Квемо Ходашені
Квемо Ходашені (груз. ქვემო ხოდაშენი) — село в Грузії.
За даними перепису населення 2014 року в селі проживає 1277 осіб.